# Giovanni VII di Costantinopoli

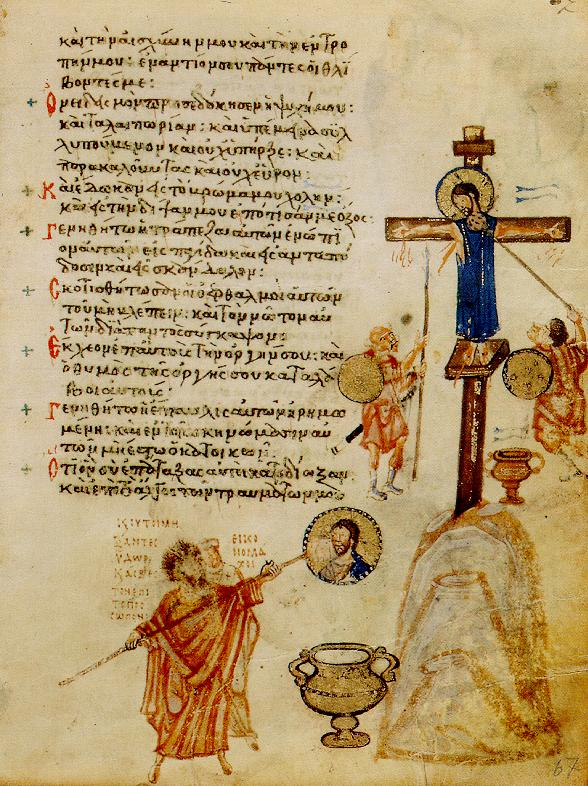
Questa pagina dell'iconodulo Salterio Chludov illustra il versetto "Mi hanno dato fiele da mangiare; e quando avevo sete mi hanno dato aceto da bere" con una immagine di un soldato che offre aceto a Cristo su una spugna attaccata ad una pertica. Giovanni Grammatico è raffigurato mentre strofina un dipinto di Cristo con una spugna simile legata a un palo. Giovanni è ritratto in maniera caricaturale, qui come in altre pagine, con i capelli lisci in disordine che sporgono in tutte le direzioni, cosa considerata ridicola dai Bizantini.

Giovanni VII di Costantinopoli (più conosciuto come Giovanni Grammatico in greco antico: Ιωάννης Ζ΄ Γραμματικός?; VIII secolo – IX secolo) è stato un Patriarca ecumenico di Costantinopoli dal 21 gennaio 837 al 4 marzo 843. Non deve essere confuso con il filosofo Giovanni Filopono.

## Biografia
Giovanni nacque in una famiglia aristocratica di origine armena. Suo padre era Pankratios Morocharzanios e aveva un fratello, Arsaber. Warren Treadgold identifica quest'ultimo con l'Arsaber che sposò una sorella dell'imperatrice Teodora. La sorella di Giovanni era la madre del patriarca successivo Fozio. Iniziò la sua carriera clericale intorno all'811, quando era già un pittore di icone e un corrispondente di Teodoro Studita. Dall'814, Giovanni era diventato un iconoclasta e l'imperatore Leone V lo scelse per presiedere una commissione per raccogliere testi patristici che sostenessero questa posizione teologica in preparazione del sinodo dell'815, che avrebbe restaurato l'iconoclastia. Giovanni venne ricompensato con la nomina ad abate del prestigioso monastero Sergio e Bacco, dove venivano rieducati i recalcitranti iconoduli.
Giovanni era noto per il suo sapere (da qui il soprannome di Grammatikos), e per la sua retorica persuasiva nei dibattiti infiniti che erano uno dei soggetti preferiti delle fonti agiografiche che riflettevano il secondo periodo di iconoclastia. Giovanni fu anche accusato di tutoraggio del futuro imperatore Teofilo durante il regno di suo padre Michele II e venne accusato di infondere forti simpatie Iconoclaste nel suo allievo. All'atto dell'ascesa al trono di Teofilo, Giovanni venne nominato Sincello (assistente del patriarca), una posizione che faceva di lui un probabile erede del patriarcato. Intorno all'830, venne inviato come ambasciatore presso il Califfo al-Maʾmūn, ma questo non impedì un periodo di feroce guerra tra l'Impero bizantino e gli Abbasidi. Egli, tuttavia, riportò a Costantinopoli il progetto del palazzo abbaside di Baghdad per il divertimento dell'imperatore e supervisionò la costruzione di una struttura simile in Bitinia.
Le circostanze del Patriarcato di Giovanni VII sono oscure. Fu nominato patriarca nell'837, dal suo allievo Teofilo e potrebbe essere stato responsabile della lieve intensificazione della persecuzione degli iconoduli. Venne deposto dalla vedova di Teofilo, Teodora (una sua parente) come atto preliminare verso la fine dell'iconoclastia nell'843. Il patriarca deposto sopravvisse fino agli anni 860.